# Minotaurella
Genre
Minotaurella est un genre de collemboles de la famille des Neanuridae.

## Distribution
Les espèces de ce genre se rencontrent dans le bassin méditerranéen.

## Liste des espèces
Selon Checklist of the Collembola of the World (version du 30 octobre 2019) :
- Minotaurella banyulensis (Denis, 1947)
- Minotaurella edaphica Kaprus & Nevo, 2003
- Minotaurella isabellae Weiner, 1999

## Publication originale
- Weiner, 1999 : New genus of Pseudachorutinae (Collembola, Neanuridae). Acta Zoologica Cracoviensia, vol. 42, no 2, p. 373-376.